# Тристен
Тристенът (триедър) е многостен с три стени. Има само един тристен – триъгълен колкотостен, който е изроден и правилен.

## Втори тристен
Има и втори тристен – хемикуб, който е абстрактен правилен.

## Таблица
| Име                   | Картинка | Типове стени  | Върхове | Ръбове | Дуален многостен  |
| --------------------- | -------- | ------------- | ------- | ------ | ----------------- |
| Триъгълен колкотостен |          | 3 двуъгълника | 2       | 3      | Триъгълен двустен |
| Хемикуб               |          | 3 квадрата    | 4       | 6      | Хемиоктаедър      |